# Magdalenenstraße (métro de Berlin)
Magdalenenstraße est une station de la ligne 5 du métro de Berlin. Elle est située sous la Frankfurter Allee, à l'intersection avec la Magdalenenstraße, dans le quartier de Lichtenberg à Berlin en Allemagne.

## Situation sur le réseau

Plan du métro.

La station Strausberger Platz de la ligne 5 du métro de Berlin, est située entre la station Frankfurter Allee à l'ouest, en direction du terminus Hauptbahnhof, et la station Lichtenberg à l'est, en direction du terminus Hönow.
Elle dispose d'un quai central encadré par les deux voies de la ligne.

## Histoire
La station, alors dénommé' Alfredstraße, due à l'architecte suédois Alfred Grenander, est mise en service le 21 décembre 1930, lors de l'ouverture à l'exploitation de ligne E entre Alexanderplatz et Friedrichsfelde. Elle est conçue sur le même modèle que les stations voisines, avec des parois recouvertes de petits carreaux de forme allongée.
Au cours de la Seconde Guerre mondiale, la station est épargnée malgré plusieurs bombardements. Elle est cependant fermée pendant le printemps 1945 et la circulation ne redevient normale qu'en février 1946.
En 1986, les anciens panneaux sont remplacés à l'occasion du 750e anniversaire de Berlin par vingt  représentations de Wolfgang Frankenstein et Hartmut Hornung, qui illustrent l'histoire du mouvement ouvrier en Allemagne de la révolution de mars à la fondation de la République démocratique allemande.
Lors de la deuxième restauration en 2003, le carrelage au mur est remplacé par des plaques d'émail de couleur vert d'eau avec une bande de couleur vert foncé où se trouve le nom de la station. Le sol asphalté est remplacé par du carrelage, des blocs de granit sont posés pour souligner la bordure des quais.
Entre octobre 2008 et avril 2009, de nouveaux travaux ont lieu et concernent la modifications des bouches d'entrée, cependant qu'une surface podotactile est posée. Enfin un ascenseur entre en service en décembre 2013.

## Services aux voyageurs

### Accès et accueil
La station possède quatre accès situés aux deux extrémités de chaque quai.

### Desserte
Magdalenenstraße est desservie par les rames circulant sur la ligne 5 du métro.

Installations et desserte
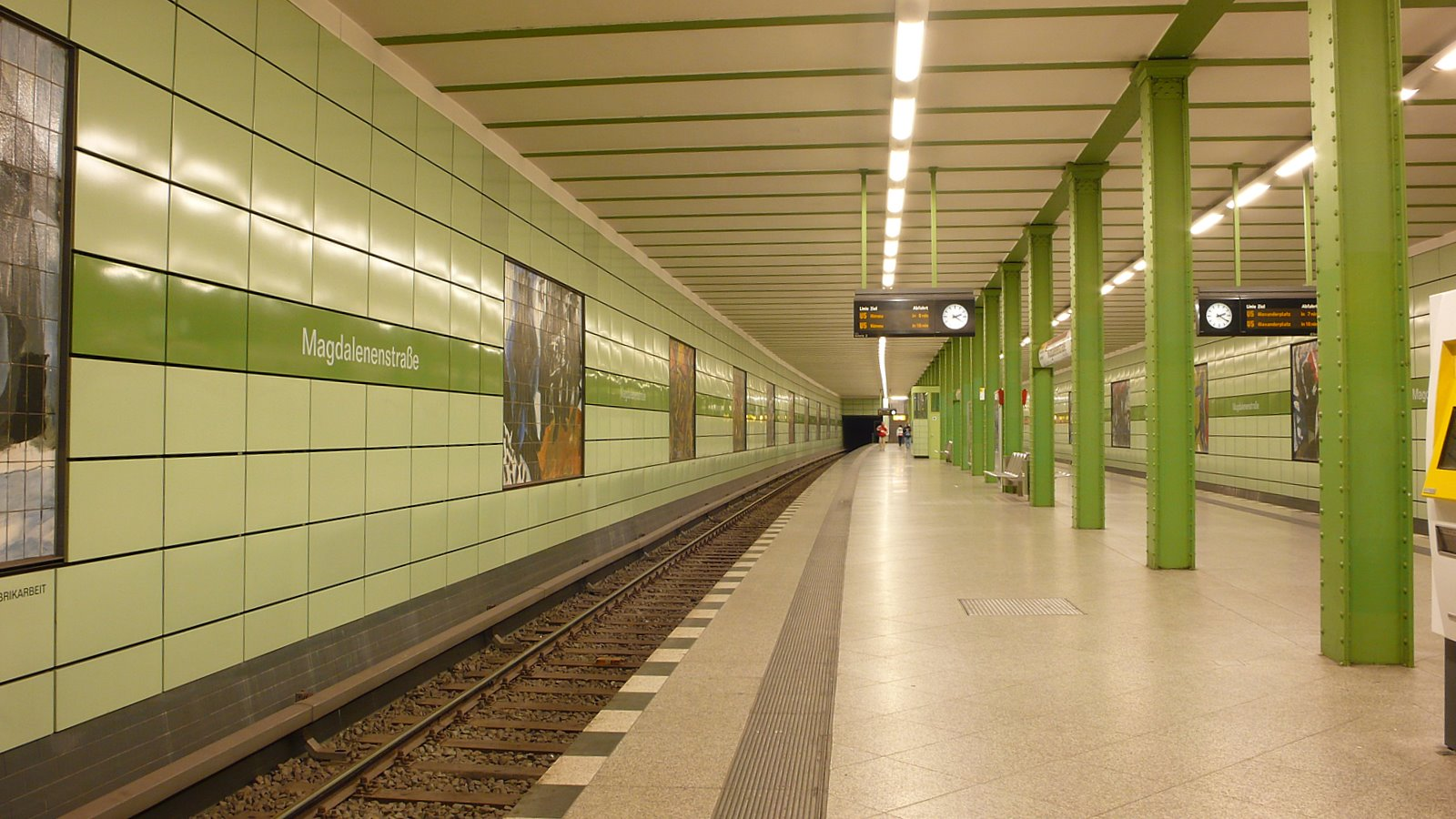
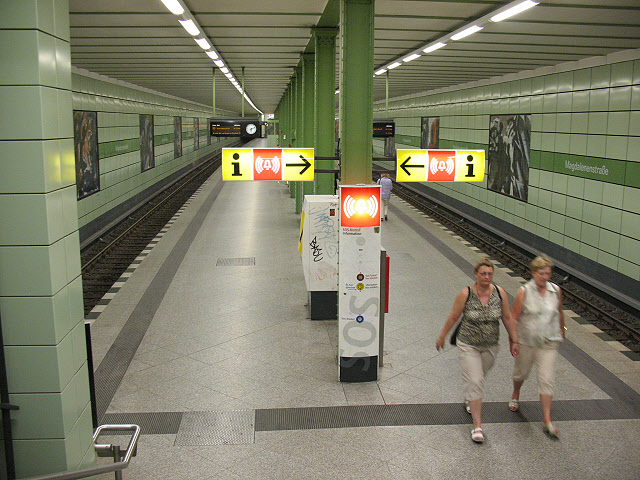

### Intermodalité
La station est en correspondance avec la ligne d'autobus no 240 de la BVG.